# Galve de Sorbe
Galve de Sorbe település Spanyolországban, Guadalajara tartományban. Galve de Sorbe Campisábalos, Condemios de Arriba, La Huerce, Valverde de los Arroyos és Cantalojas községekkel határos. Lakosainak száma 95 fő (2024).

## Népesség
A település népessége az utóbbi években az alábbiak szerint változott:
| Lakosok száma | 153  | 133  | 120  | 140  | 125  | 113  | 103  | 100  | 95   | 95   |
|               | 2001 | 2004 | 2006 | 2009 | 2011 | 2014 | 2016 | 2019 | 2021 | 2024 |